# 로스웰 공군기지

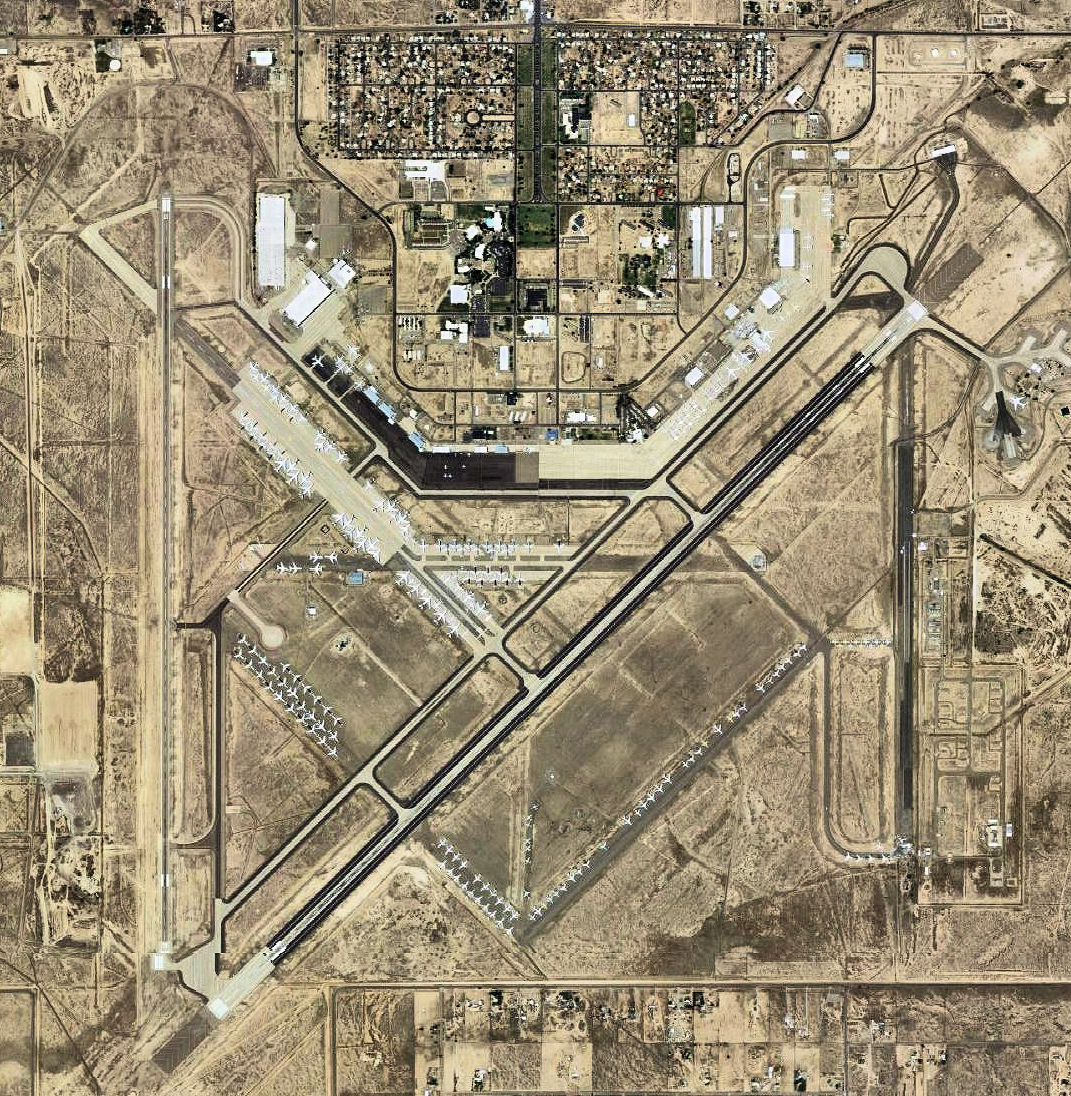

로스웰 공군기지는 미국 뉴멕시코주 로즈웰에 위치한 미국 공군의 군사기지이다. 1948년 워커 공군기지로 개명했다.

## 역사
1941년 뉴멕시코주에 미국 육군 항공대의 로스웰 비행장으로 설치되었다. 1948년 1월 13일, 뉴멕시코주 출신으로 명예 훈장을 수훈한 케네스 워커 공군 준장의 이름을 따서, 워커 공군기지로 개명했다.

## 히로시마 핵공격
1945년 8월 6일, 미육군항공대 제509 혼성 비행전대(en:509th Composite Group) 전대장 폴 티베츠 중령(30)이 조종하는 에놀라 게이라는 애칭의 B-29 핵폭격기가 일본 히로시마에 리틀 보이를 투하했다. 세계 최초로 사용된 핵폭탄이다. 제509 혼성 비행전대는 로스웰 비행장에 사령부가 있었다. 현재는 미주리주 화이트맨 공군기지로 사령부가 이전되었다.

## 로스웰 사건
1947년 뉴멕시코주 로스웰 공군기지 부근에 미확인비행물체(UFO)가 추락했는데 잔해와 함께 외계인 시체가 발견됐다는 소문이 나돌았다.

## 같이 보기
- 로스웰사건